# ديفيد سولورزانو
ديفيد سولورزانو (بالإسبانية: David Solórzano)‏ هو لاعب كرة قدم نيكاراغوي في مركز الدفاع، ولد في 8 نوفمبر 1980 في ديريامبا في نيكاراغوا. شارك مع منتخب نيكاراغوا لكرة القدم. أما مع النوادي، فقد لعب مع Parmalat FC ‏.

## وصلات خارجية
- ديفيد سولورزانو على موقع الاتحاد الدولي (مؤرشف)  (الإنجليزية)
- ديفيد سولورزانو على موقع قاعدة بيانات كرة القدم.إي يو (الإنجليزية)
- ديفيد سولورزانو على موقع ناشيونال فوتبول تيمز (الإنجليزية)
- ديفيد سولورزانو على موقع Soccerway.com (الإنجليزية)